# Berthe Bovy
Berthe Bovy (født 6. januar 1887, død 27. februar 1977 i Montgeron i Frankrig, begravet i Liège) også kaldt Betty Bovi, var en belgisk skuespiller, der optrådte i teater, film og tv-programmer i over 60 år.
Hun var datter af digter og journalist, Théophile Bovy, hun blev født i Cheratte. Hun fik interessen for skuespil i en meget ung alder, tilskyndet af sin far. Fra 1904 til 1906 studerede hun på CNSAD i Paris Arkiveret 24. juli 2013 hos  Wayback Machine. Hun blev medlem af Comédie-Française i 1907. Hun var gift og fraskilt tre gange, først Charles Gribouval (sektretær for Comédie-Française), derefter med kunstneren Ion Anton Ion-Don, og for det tredje, 1929 med Pierre Jules Louis.